# منتخب كازاخستان لكرة اليد للسيدات
منتخب كازاخستان لكرة اليد للسيدات هو الممثل الرسمي لكازاخستان في رياضة كرة اليد. شارك في بطولة العالم لكرة اليد للسيدات 4 مرات وكانت المشاركة الأولى في سنة 2007، كان أفضل مركز له فيها هو الثامن عشر. شارك في كرة اليد في الألعاب الأولمبية الصيفية مرة واحدة وكانت تلك المشاركة في سنة 2008. شارك في بطولة آسيا لكرة اليد للسيدات 8 مرات وكانت المشاركة الأولى في سنة 1993، كان أفضل مركز له فيها هو الأول.